# NGC 4292A
NGC 4292A is een elliptisch sterrenstelsel in het sterrenbeeld Maagd. Het hemelobject werd op 7 april 1828 ontdekt door de Britse astronoom John Herschel.

## Synoniemen
- PGC 213977